# Joaquim Triadú i Vila-Abadal
Joaquim Triadú i Vila-Abadal (Barcelona, 1959) és un advocat i polític català, que va ser secretari general del Departament de Cultura de la Generalitat, secretari general de la Presidència i conseller de Presidència en els governs de Jordi Pujol. Fill del pedagog Joan Triadú i net de Lluís Vila i d'Abadal va deixar la política el 2001 per tornar al sector privat.
És llicenciat en Dret per la Universitat de Barcelona, diplomat en Dret Civil Català i PADE per l'IESE i és professor associat de l'IESE. És vicepresident del Centre Sector Públic-Sector Privat de l'IESE, president de la Fundació Institució Cultural del CIC, membre del Consell Social de la Universitat de Barcelona i patró de la Fundació Futbol Club Barcelona, i és soci i responsable del Departament de Dret Públic de PricewaterhouseCoopers a Espanya des del 2011. Ha estat soci en l'àrea de dret públic al bufet Garrigues & Andersen, actualment conegut com a Garrigues.